# Comunhão espiritual

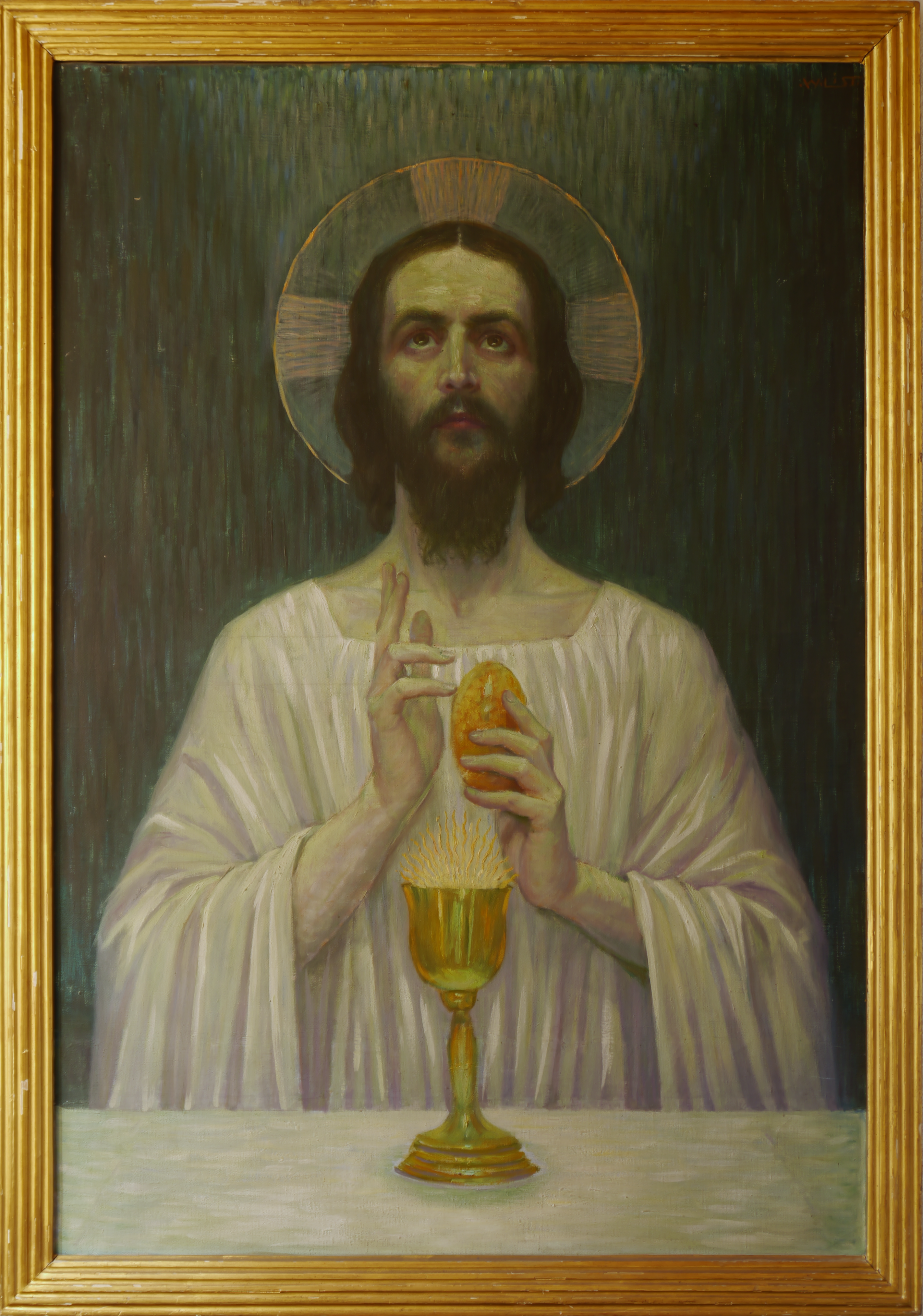
Jesus with Bread and Wine por Wilhelm List (c. 1905)

A Comunhão Espiritual é uma oração com a qual o fiel católico expressa o desejo de receber Jesus Cristo na Eucaristia sem realizar materialmente a comunhão sacramental, ou seja, sem receber a hóstia consagrada. É usado sobretudo como preparação para a Santa Missa ou nos casos em que é impossível ir a ela.
Esta prática está bem estabelecida na Igreja Católica e altamente recomendada por muitos santos, segundo São João Paulo II, que explicou que a prática deste desejo constante de Jesus na Eucaristia está enraizada na perfeição última da comunhão eucarística, que é a objetivo final de todo desejo humano.

## Doutrina
A Comunhão Espiritual não é primariamente uma substituição da Comunhão sacramental, mas sim antecipação e extensão de seus frutos. De acordo com a doutrina católica, as Comunhões Espirituais devem sempre ter como objetivo a Comunhão sacramental.
A Comunhão Espiritual pode ser repetida muitas vezes ao dia. Pode ser feito na igreja ou ao ar livre, a qualquer hora do dia ou da noite, antes ou depois das refeições. Aqueles que estão em pecado mortal devem fazer um ato prévio de contrição, se quiserem receber o fruto da comunhão espiritual.
Um ato de comunhão espiritual, expresso por qualquer fórmula devota, é recompensado com uma indulgência parcial.